# گروبیا
گروبیا (به لهستانی:  Grobia) یک روستا در لهستان است که در گمینا شراکوو واقع شده‌است. گروبیا ۳۳۴ نفر جمعیت دارد.